# Glas Srpske Kralevske Akademije
Glas Srpske Kralevske Akademije (abreviado Glas Srpske Kral. Akad.) fue una revista con ilustraciones y descripciones botánicas que fue editada en Belgrado. Se publicaron 194 números desde el año 1887 hasta 1949